# Henry Cavendish (1673-1700)
Lord Henry Cavendish (1673 – 10 mai 1700) est un aristocrate et un homme politique anglais, le second fils survivant de William Cavendish (1er duc de Devonshire).

## Biographie
Il fait ses études à l'étranger, voyageant à travers l'Autriche, l'Allemagne et les Pays-Bas, et étudiant à l'Université de Padoue en 1691. Il est élu député pour Derby en 1695
Le 3 août 1696, il épouse Rhoda Cartwright (d. 1730), fille de William Cartwright, et a une fille, l'hon. Mary Cavendish (3 janvier 1700 – 29 juillet 1778, Hammersmith), qui épouse John Fane (7e comte de Westmorland) en août 1716.
Cavendish est mort jeune, le 10 mai 1700. Il est enterré dans les domaines de sa famille, à Chatsworth House. Selon un journal, sa mort a été "regrettée, il est l'un des gentlemen les plus accomplis en Angleterre."